# Mpemzok I
Mpemzok I est un village du Cameroun situé dans la région de l'Est et dans le département du Haut Nyong. Il fait partie de la commune de Abong-Mbang et du canton de Maka Mpompong.

## Population
Mpemzok I comptait 468 habitants en 2005 lors du recensement, dont 223 hommes et 245 femmes.
En 1966/67, on dénombrait 548 habitants à Mpemzok I.

## Infrastructures
En 1967, Mpemzok I se trouvait sur la Route d'Abong-Mbang à Lomié. Il y avait un marché périodique et une école catholique à cycle incomplet.